# کیکوگاوا، شیزوئوکا
کیکوگاوا در استان شیزوئوکا در کشور ژاپن واقع شده‌است  که دارای جمعیت ۴۷٬۷۰۲ نفر و مساحت ۹۴٫۲۴ کیلومتر مربع با تراکم جمعیت ۵۰۶  نفر در کیلومترمربع است و در تاریخ ۱۷ ژانویه ۲۰۰۵ به عنوان شهر شناخته شد.